# Дудкин, Николай Матвеевич
Никола́й Матве́евич Ду́дкин (19 сентября 1928, Коваль, КазАССР — 24 апреля 1981, Свердловск) — советский государственный и партийный деятель.

## Биография
Николай Матвеевич Дудкин родился 19 сентября 1928 года в крестьянской семье в селе Коваль Беловского сельсовета Трудового района Петропавловского округа Казакской АССР РСФСР, ныне село входит в Беловский сельский округ Мамлютского района Северо-Казахстанской области Республики Казахстан.
По окончании в 1943 году семилетней школы, поступил в Петропавловский медицинский техникум, который окончил в 1947 году. В этом же году поступил в Омский ветеринарный институт, окончил его в 1952 году по специальности «Ветеринария».
В течение 1952—1958 годов Николай Дудкин работал главным ветеринарным врачом Кокчетавского районного сельхозотделения (Казахская ССР) и старшим ветеринарным врачом Петуховской машинно-тракторной станции (Курганская область). Затем два года (1958—1960) был начальником Петуховской райсельхозинспекции.
В 1960 году перешёл на партийную работу и по 1962 год работал председателем Петуховского райисполкома.
С января 1962 года работал первым секретарём Куртамышского районного комитета КПСС Курганской области
В 1963—1964 годах — секретарь парткома Куртамышского сельскохозяйственного производственного управления.
В 1965—1968 годах был заведующим сельскохозяйственным отделом Курганского обкома КПСС.
В 1968—1971 годах Н. М. Дудкин был слушателем заочной Высшей партийной школы при ЦК КПСС. В 1969 году был делегатом III Всесоюзного съезда колхозников.
В 1969—1971 годах был инструктором Сельскохозяйственного отдела ЦК КПСС.
В 1972—1981 годах — секретарь Свердловского обкома КПСС, где занимался вопросами сельского хозяйства, легкой и пищевой промышленности, торговли, общественного питания и бытового обслуживания населения.
Избирался депутатом Курганского областного и Свердловского областного Советов депутатов трудящихся.
Николай Матвеевич Дудкин умер 24 апреля 1981 года в городе Свердловске Свердловской области, ныне город Екатеринбург — административный центр той же области. Похоронен на Широкореченском кладбище Верх-Исетского района города Свердловска, ныне город Екатеринбург, где ему установлен памятник работы скульптора Ф. Ф. Фаттахутдинова.

## Награды
- Орден Октябрьской Революции, 1976 год
- Орден Трудового Красного Знамени, 1981 год
- Орден «Знак Почета»
- медали

## Книги
- Дудкин Н.М. Рубежи уральского села. — Свердловск: Сред.-Уральск. кн. изд-во, 1976. — 99 с. — 3500 экз.[4]
- Дудкин Н.М. Село зовет молодых. — Свердловск: Сред.-Уральск. кн. изд-во, 1980. — 125 с. — 4500 экз.[5]

## Семья
- Жена — Надежда Александровна, заведующая химико-токсикологическим отделением Свердловской областной лаборатории
  - Сын — Дудкин Виктор Николаевич (род. 1954), полковник налоговой полиции
  - Дочь — Сидоренко Марина Николаевна (25 мая 1956, Петухово — 20 октября 2008), кандидат исторических наук, доцент кафедры истории государства и права Свердловского юридического института[6]
  - Дочь — Дудкина (Захарова) Елена Николаевна (род. 22 февраля 1961, пос. Петухово), историк